# Henri Karr
Henri Karr (Dos-Ponts, Palatinat-Dos-Ponts, 1784 - París, 10 de gener de 1842) fou un pianista i compositor d'origen bavarès, actiu a París al començament del segle XIX.

## Biografia
Fou fill d'un violinista, mestre de capella del duc de Baviera, mort a París sota la Revolució francesa. Henri Karr es va instal·lar a París cap a 1806;. Va ser demostrador dels pianos de la casa Érard i es va fer conèixer com a professor i sobretot com a compositor de música lleugera.
Es va casar amb Louise Vergé (Louise Karr després del matrimoni), neboda d'un famós cirurgià militar francès, el baró Nicolas Heurteloup. El seu fill Alphonse Karr va ser un famós escriptor francès. Fou, a més, l'avi patern de l'escriptora catalana Carme Karr i Alfonsetti, filla del seu altre fill, l'enginyer Eugène Karr.
Fou professor del compositor francès Paul Henrion.